# 勾当台通

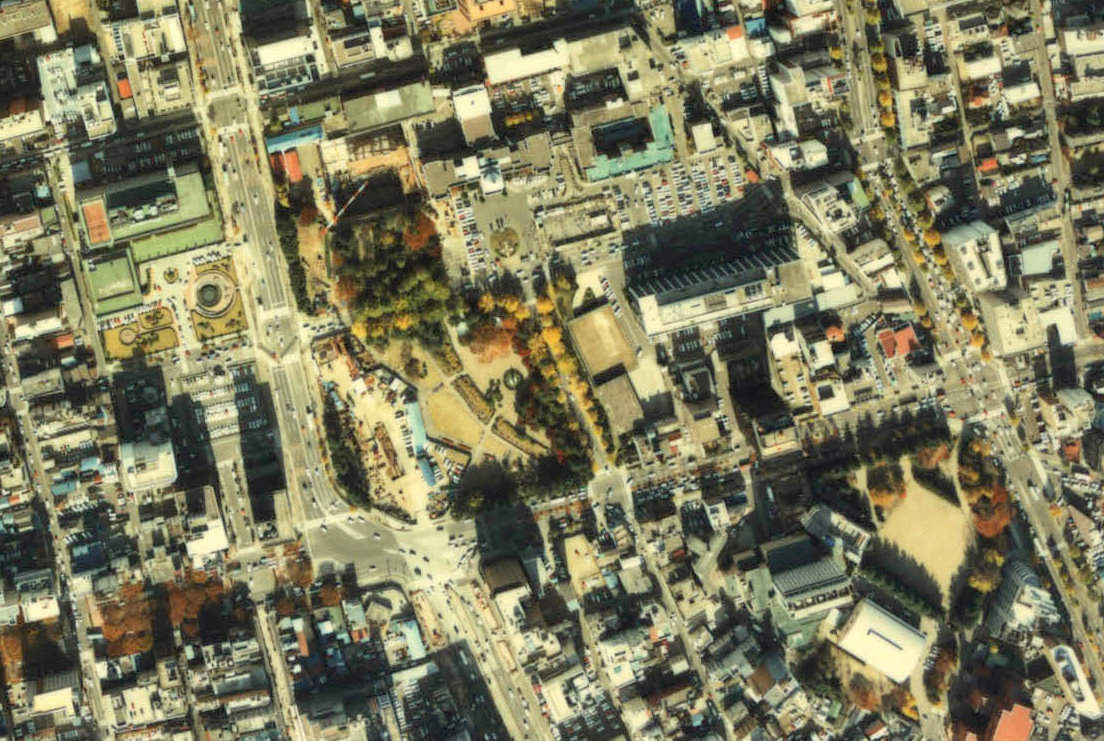
1984年度（昭和59年度）撮影の。
仙台市地下鉄南北線の建設に伴い、既存の勾当台公園を突っ切る形で東二番丁通との間のクランク解消工事が実施された当道南端付近。

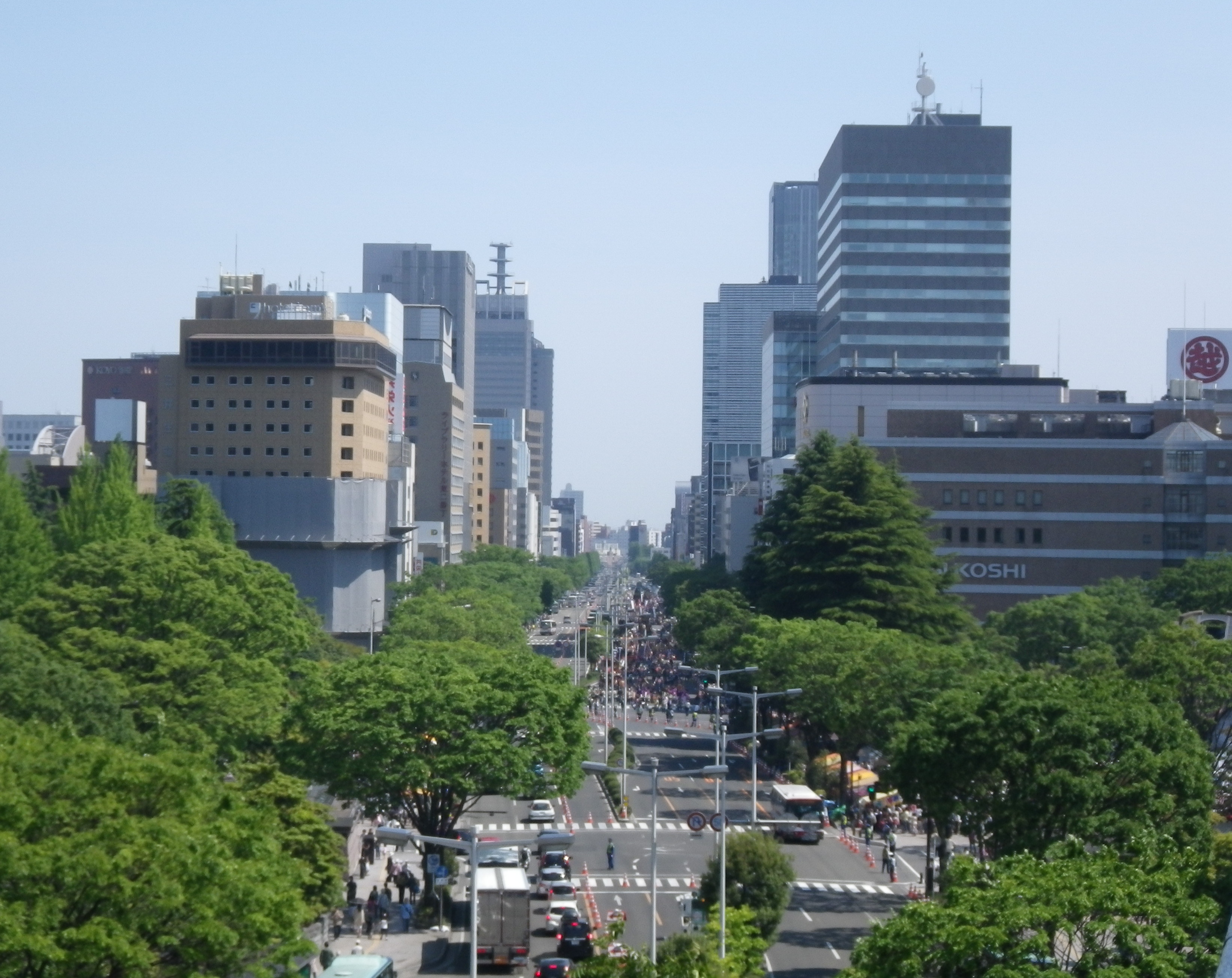
クランクが解消され、東二番丁通と直線的に繋がった当道南部（2012年5月）。

勾当台通（こうとうだいどおり）は、宮城県仙台市青葉区の東二番丁定禅寺通交差点から通町2丁目交差点までを南北に走る道路の通称である。旧国道4号。路線の名称は仙台市の歴史的町名等活用推進事業により制定された。江戸時代に狂歌師の花村勾当が住む高台が勾当台と呼ばれ、その西側にある南北道路が勾当台通と称されたことが路線名の由緒である。
江戸時代には「こどのでえどうり」、戦前には「こうとうのだいとうり」と呼ばれていた。

## 概要
定禅寺通を南端とし、北四番丁通りを北端とする短い道であったが、仙台市電・北仙台線の設置までに北側が北十番丁にまで新規延長された。
2016年3月までは、北四番丁を境に南は国道48号（片側3車線）、北は宮城県道22号仙台泉線（片側2車線）であった。
南端の定禅寺通との交差点は以前は丁字路であり、東二番丁通とはクランクとなっていたが、仙台市地下鉄南北線の新設に合わせ、1986年に勾当台公園を貫く経路に付け替えが行われ、東二番丁通と1本の道で繋がった。このため、仙台市役所付近でゆるやかにカーブして東二番丁通に接続している。
定禅寺通との交点（東二番丁定禅寺通交差点）に勾当台通の南端を示す案内標識が掲示されているが、2018年現在、勾当台通の区間であるにもかかわらず「東二番丁通」と誤記される例がしばし見受けられる。

## 交差する道路
| 交差する道路                               | 交差する道路                                | 交差点       | 路線番号             | 道路愛称 |
| 西方向                                     | 東方向                                      | 交差点       | 路線番号             | 道路愛称 |
| ------------------------------------------ | ------------------------------------------- | ------------ | -------------------- | -------- |
| 市道青葉764号勾当台通北田町線              |                                             |              |                      |          |
| 市道青葉759号上杉山通木町通線              | 県道22号仙台泉線                            | 通町2丁目    | 宮城県道22号仙台泉線 | 勾当台通 |
| 市道青葉753号北九番丁2号線＜北九番丁通り＞ |                                             |              | 宮城県道22号仙台泉線 | 勾当台通 |
| 市道青葉750号北八番丁1号線＜北八番丁通り＞ |                                             |              | 宮城県道22号仙台泉線 | 勾当台通 |
| 市道青葉749号北七番丁3号線＜北七番丁通り＞ |                                             |              | 宮城県道22号仙台泉線 | 勾当台通 |
| 市道青葉746号北六番丁線＜北六番丁通り＞    | 市道青葉746号北六番丁線＜北六番丁通り＞     | 青葉消防署前 | 宮城県道22号仙台泉線 | 勾当台通 |
| 市道青葉744号北五番丁1号線＜北五番丁通り＞ |                                             |              | 宮城県道22号仙台泉線 | 勾当台通 |
| 県道31号仙台村田線＜北四番丁通り＞         | 市道青葉743号北四番丁岩切線＜北四番丁通り＞ |              | 宮城県道22号仙台泉線 | 勾当台通 |
| 市道青葉741号北三番丁1号線＜北三番丁通り＞ | 市道青葉742号北三番丁2号線＜北三番丁通り＞  |              | 宮城県道22号仙台泉線 | 勾当台通 |
| 市道青葉740号北二番丁線＜北二番丁通り＞    |                                             |              | 宮城県道22号仙台泉線 | 勾当台通 |
| 市道青葉738号北一番丁1号線＜北一番丁通り＞ | 市道青葉739号北一番丁2号線＜北一番丁通り＞  |              | 宮城県道22号仙台泉線 | 勾当台通 |
| 市道青葉1173号表小路線＜表小路＞           | 市道青葉1176号勾当台通外記丁線              |              | 宮城県道22号仙台泉線 | 勾当台通 |
| 市道青葉1171号定禅寺通線＜定禅寺通＞       | 国道45号＜定禅寺通＞                        |              | 宮城県道22号仙台泉線 | 勾当台通 |
| 国道48号・国道286号＜東二番町通り＞        |                                             |              |                      |          |

## 沿道の施設など
- 宮城県庁
- 宮城県議会
- 仙台市役所
- 青葉区役所
- 仙台市消防局本庁（青葉消防署）
- 宮城県仙台合同庁舎
- 勾当台公園
- 仙台市地下鉄南北線
  - 勾当台公園駅（N08）
  - 北四番丁駅（N09）
- 仙台市道路元標 - 国道45号・48号・286号、宮城県道22号仙台泉線の起点。